# 资源冷杉
资源冷杉（学名：Abies ziyuanensis）一种分布于中国广西、湖南及江西等地的珍稀裸子植物，隶属于松科冷杉属，也有资料将其视为百山祖冷杉（Abies beshanzuensis）的一个变种。属于中国国家一级重点保护野生植物。本种的模式产地为广西资源县银竹老山。

## 形态特征
资源冷杉属于一种常绿乔木，高20～25米，树干胸径40～90厘米。树皮呈灰白色，片状开裂。1年生枝为淡褐黄色，小枝对生。叶在小枝上不规则两列，每一侧一排叶较长，其下方一排叶较短，先端有凹缺，上面深绿色，下面有两条粉白色气孔带，树脂道边生。球果直立，圆柱状椭圆形，成熟时为绿褐或暗褐色；中部种鳞长2.3-2.5厘米，宽3-3.3厘米；种子连同种翅长2-2.4厘米；冬芽圆锥形。